# Chiesa di San Pasquale a Chiaia
La chiesa di San Pasquale a Chiaia è una delle chiese storiche di Napoli; si erge sull'omonima piazza nel quartiere Chiaia.

## Storia e Descrizione
La chiesa e il convento di San Pasquale a Chiaia vennero eretti nel 1749 per volontà dei sovrani Carlo di Borbone e Amalia di Sassonia come ringraziamento al santo (al quale erano molto devoti) per la nascita dell'erede maschile. Il progetto venne redatto dall'architetto indiano Antonio Borbone (un indiano che ebbe come padrino di battesimo proprio re Carlo, ereditandone dunque il cognome), mentre della direzione del cantiere se ne occupò Giuseppe Pollio. Inizialmente la chiesa aveva una pianta a croce greca con un ingresso dal lato; più tardi, nel 1762, fu ampliata con il prolungamento della navata e l’aggiunta della facciata principale. Successivamente, tra il 1820 e il 1826 venne apposta una nuova pavimentazione, opera del maestro marmoraro Raffaele Trinchese. Agli inizi del '900 venne realizzata una decorazione a mosaico celebrativa del santo sulla volta del catino absidale, sovvenziata da un gruppo di nobili, notai e avvocati.
La facciata, suddivisa verticalmente da due coppie di lesene, presenta un semplice portale sormontato da un finestrone. In alto, un timpano spezzato culmina in un riquadro decorato al centro da un grande altorilievo in stucco raffigurante San Pasquale; mentre sulla destra si innalza la torre campanaria, alla cui destra, a sua volta, vi è il fabbricato conventuale.
L'interno è a navata unica, con cappelle laterali intercomunicanti e abside (modificata nel tempo) delimitata da ambulacro. Sobri e al tempo stesso raffinati sono gli stucchi che decorano la volta della navata e i "peducci" della cupola. Sul primo altare a destra vi è l'Apparizione della Madonna con il bambino a San Giuseppe della Croce firmata e datata 1790 da Giacinto Diano, che sostituì l'Apparizione di Cristo a Santa Margherita da Cortona di Antonio Sarnelli, oggi collocata nel convento; mentre sopra il primo a sinistra si ammira un'imponente e sobria cona marmorea che accoglie la Madonna del Pozzo, opera lignea dei primi decenni dell'800 attribuita ai fratelli Francesco e Giuseppe Verzella e sormontante un'urna che conserva la statua reliquiaria in cera di Sant'Egidio Maria da Taranto. Del medesimo Sarnelli  sono anche l'Immacolata con i santi Francesco, Antonio, Gennaro e Nicola sopra il secondo altare a destra, l'Apparizione di San Pietro d'Alcantara a Santa Teresa d'Avila sopra il secondo a sinistra e la Consegna dell'ostensorio a San Pasquale Baylon al cospetto della Madonna Addolorata (datata 1752) nell'abside, al di sotto della decorazione mosaicale cui si faceva riferimento in precedenza.